# Pterographium aphanoides
Pterographium aphanoides är en fjärilsart som beskrevs av Hans Ferdinand Emil Julius Stichel 1910. Pterographium aphanoides ingår i släktet Pterographium och familjen Riodinidae. Inga underarter finns listade.